# Notonyx kumi
Notonyx kumi is een krabbensoort uit de familie van de Goneplacidae. De wetenschappelijke naam van de soort is voor het eerst geldig gepubliceerd in 2009 door Naruse & Maenosono.